# Nagumo Csúicsi
Nagumo Csúicsi (Jonezava, 1887. március 25. – Saipan, 1944. július 6.) japán admirális.
Nagumo Csúicsi a Honsú szigetén lévő Jonezavában született 1887-ben. 1908-ban végezte el a Japán Birodalmi Haditengerészeti Akadémiát, majd egy rombolón szolgált. Az 1920-as években Európában és USA-ban volt. 1929-ben tért vissza Japánba. Kapitánnyá nevezték ki és a Haditengerészeti Akadémián teljesített szolgálatot.
Mandzsúria elfoglalásakor a 11. romboló flotta parancsnoka volt. Később a Jamasiro csatahajó és a Takao nehézcirkáló parancsnoka volt. Ellentengernagyként a 8. cirkáló flottát irányította.
1941 áprilisában kinevezték az 1. repülőgép-hordozó flotta parancsnokává. A második világháborúban több csatát is vezetett: a Pearl Harbor elleni támadást, kelet-Salamon-szigeteki csatát, a Santa Cruz szigeteki csatát, Darwin elleni támadást, és a midwayi csatát, ahol az összes repülőgép-hordozóját elvesztette. 1944-től a Csendes-óceán középső területein irányította a japán flottát. A Mariana-szigeteket kellett megvédenie. Az amerikaiak sikeres saipani partraszállása után öngyilkosságot követett el 1944. július 6-án.